# Jamal Salim
Jamal Omar Salim Magoola (27 maggio 1995) è un calciatore ugandese, portiere del Richards Bay e della Nazionale ugandese.

## Carriera

### Club
Gioca dal 2011 al 2012 all'Express. Nel 2012 viene acquistato dal Kampala City. Nel 2014 si trasferisce all'Al-Merreikh.

### Nazionale
Debutta in nazionale il 10 luglio 2012, nell'amichevole Sudan del Sud-Uganda (2-2).

## Statistiche

### Cronologia presenze e reti in nazionale
Aggiornato al 2 giugno 2023

| Cronologia completa delle presenze e delle reti in nazionale ― Uganda | Cronologia completa delle presenze e delle reti in nazionale ― Uganda | Cronologia completa delle presenze e delle reti in nazionale ― Uganda | Cronologia completa delle presenze e delle reti in nazionale ― Uganda | Cronologia completa delle presenze e delle reti in nazionale ― Uganda | Cronologia completa delle presenze e delle reti in nazionale ― Uganda | Cronologia completa delle presenze e delle reti in nazionale ― Uganda | Cronologia completa delle presenze e delle reti in nazionale ― Uganda |
| Data                                                                  | Città                                                                 | In casa                                                               | Risultato                                                             | Ospiti                                                                | Competizione                                                          | Reti                                                                  | Note                                                                  |
| --------------------------------------------------------------------- | --------------------------------------------------------------------- | --------------------------------------------------------------------- | --------------------------------------------------------------------- | --------------------------------------------------------------------- | --------------------------------------------------------------------- | --------------------------------------------------------------------- | --------------------------------------------------------------------- |
| 10-7-2012                                                             | Juba                                                                  | Sudan del Sud                                                         | 2 – 2                                                                 | Uganda                                                                | Amichevole                                                            | -2                                                                    |                                                                       |
| 9-11-2014                                                             | Kampala                                                               | Uganda                                                                | 3 – 0                                                                 | Etiopia                                                               | Amichevole                                                            | -                                                                     | 45’                                                                   |
| 4-1-2017                                                              | Tunisia                                                               | Tunisia                                                               | 2 – 0                                                                 | Uganda                                                                | Amichevole                                                            | -1                                                                    | 45’                                                                   |
| 30-5-2018                                                             | Niamey                                                                | Rep. Centrafricana                                                    | 1 – 0                                                                 | Uganda                                                                | Amichevole                                                            | -1                                                                    |                                                                       |
| 20-11-2018                                                            | Asaba                                                                 | Nigeria                                                               | 0 – 0                                                                 | Uganda                                                                | Amichevole                                                            | -                                                                     |                                                                       |
| 24-3-2023                                                             | Ismailia                                                              | Uganda                                                                | 0 – 1                                                                 | Tanzania                                                              | Qual. Coppa d'Africa 2023                                             | -1                                                                    |                                                                       |
| 28-3-2023                                                             | Dar es Salaam                                                         | Tanzania                                                              | 0 – 1                                                                 | Uganda                                                                | Qual. Coppa d'Africa 2023                                             | -                                                                     |                                                                       |
| 18-6-2023                                                             | Douala                                                                | Uganda                                                                | 1 – 2                                                                 | Algeria                                                               | Qual. Coppa d'Africa 2023                                             | -2                                                                    |                                                                       |
| Totale                                                                |                                                                       | Presenze                                                              | 8                                                                     |                                                                       | Reti                                                                  | -7                                                                    |                                                                       |

## Palmarès

### Club

#### Competizioni nazionali
- Campionato ugandese: 3

Express: 2011-2012
Kampala City: 2012-2013, 2013-2014